# Odbor hospodářské kriminality

Znak Policie ČR

Odbor hospodářské kriminality či Oddělení hospodářské kriminality (zkráceně OHK) je útvar Policie České republiky zabývající se nenásilnou trestnou činností zvanou hospodářská kriminalita. Pod tento pojem spadají trestné činy ze sféry poplatků a daní, účetnictví, padělání peněz, směnek, šeků a platebních karet, korupce, legalizace výnosů z trestné činnosti (praní špinavých peněz), úpadkové delikty, tunelování, zpronevěry (defraudace) a další podvody, trestné činy související s veřejnými soutěžemi a dražbami a protiprávní jednání související s životním prostředím a ochranou autorských a průmyslových práv. Zabývá se také počítačovou kriminalitou.
Hospodářská kriminalita se většinou vyskytuje ve formě organizovaného zločinu a má velký sociální a ekonomický dopad na vnitřní stabilitu státu a její vyšetřování vyžaduje zvláštní odbornost a neustálé inovování znalostí policejních vyšetřovatelů.